# 華人衛星電視傳播機構
華人衛星電視傳播機構（英語：Chinese Satellite Television Communications Group），簡稱華人衛視、華衛、CSTV（英語：Chinese Satellite Television），是以台灣為基地的直播衛星（DBS）電視平台業者，是由王隆所創立。

## 長城資訊
1989年10月，王志隆成立「長城資訊股份有限公司」，是台灣第一家提供股市即時行情、盤中解盤、盤後分析等互動式財經資訊的公司。

## 華人傳播事業
1992年6月，萬里達傳播事業股份有限公司成立，遠赴印尼租用Palapa C2通信衛星傳輸音樂、旅遊、財經等類型的電視頻道節目訊號。
1995年1月，萬里達傳播租用ApStar 2R衛星，委託交通部電信總局上鏈節目訊號，開始籌設「衛星地面發射站」，並相繼開播自有電視頻道：
- 華衛電視台（後分拆為華人戲劇台、華人商業台）
- 華衛音樂台（後改名為“華人音樂台（CSMTV）”）
- 華衛旅遊台（後改名為“華人旅遊台（CSTTV）”）
- 華衛新聞台（後改名為“華人新聞台（CSNN）”）

1996年1月，萬里達傳播更名為「華人衛星網路股份有限公司」，華人衛星電視傳播機構成形。
2001年，華人音樂台、華人旅遊台、華人新聞台相繼停播。
2006年7月，華衛印尼台開播，主要播放華語電影及華語戲劇節目，並提供印尼文字幕。

### 華衛新聞台主播群
- 張珮珊
- 徐沛
- 曾惠敏（現公視新聞國際編譯、《新聞全球話》主持人）
- 施慧中
- 吳安琪（現TVBS新聞台主播）
- 梁芳瑜(台語主播)
- 徐榮寅（現華視新聞資訊台主播）(台語主播)
- 張雅芳（現三立iNEWS營運長）(客語主播)
- 羅瑞誠(時名羅安)(客語主播)

## 博斯數位
- 2006年初，華人衛星電視傳播機構成立「博斯數位股份有限公司」。
- 2006年7月，博斯高爾夫頻道開播，為高爾夫球專業頻道。[1]
- 2014年3月，博斯數位取得中華職棒25年轉播權，並於旗下的博斯運動網及博斯無限台轉播中華職棒25年賽程。

## C-Sky-Net

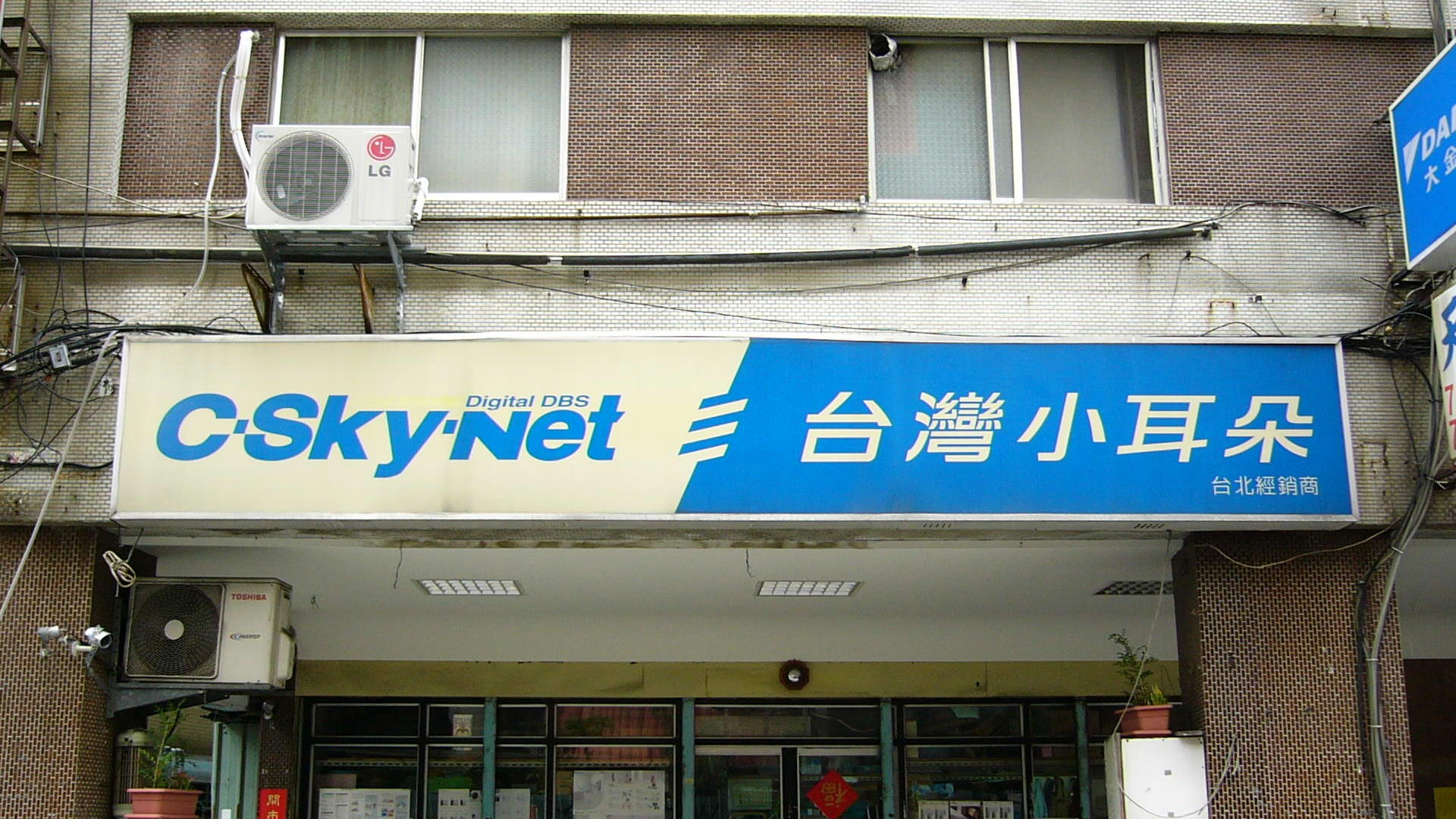
C-Sky-Net台灣經銷商橫式招牌

1996年1月「華人衛星電視地面發射站」完工，並增租數個ApStar 2R衛星轉頻器，成立直播衛星電視平台「C-Sky-Net」展開兩岸三地華人直播衛星電視服務，並開始提供衛星頻寬分租及衛星頻道上鏈服務。
1998年中，C-Sky-Net以中文品牌「台灣小耳朵」推出直播衛星電視服務，市場鎖定中國大陸與東南亞，提供台視、中視、華視、民視無線台、公視、東森新聞台、華人音樂台、華人商業台等二十多個頻道。
1999年初，由於C-Sky-Net提供之頻道內容涉及台獨言論與成人頻道，C-Sky-Net遭中國大陸國家廣播電影電視總局下令取締。
2005年8月，C-Sky-Net新承租菲律賓Agila 2衛星，成立直播衛星電視平台「146-Sky」，當時提供13個頻道。

## I-Sky-Net
1999年6月，華人衛星電視傳播機構承租日本JCSAT-3衛星，成立直播衛星電視平台「I-Sky-Net」，直播衛星服務範圍擴及全亞洲，當時提供13個頻道；同年，承租Telstar 5衛星，成立「世華電視網」服務北美地區。
2003年3月，東森華榮傳播取得世華電視網經營權，世華電視網改名為「東森美洲電視公司」（ETTV America Corp.）。
2005年4月，I-Sky-Net使用的衛星從JCSAT-3轉換至ApStar 5，提供22個頻道。

## 聯華證券投資顧問
2002年4月，華人衛星電視傳播機構成立「聯華證券投資顧問股份有限公司」。

## 台灣互動電視
2004年，中華電信董事長賀陳旦要發展中華電信MOD，但是陳水扁政府不准中華電信直接經營電視台，只能透過代理商。2006年5月11日，華人衛星電視傳播機構成立「台灣互動電視股份有限公司」，簡稱「台灣互動」（TITV），為中華電信MOD主要頻道供應商之一。王志隆在民主進步黨新潮流系大老吳乃仁協助下讓台灣互動成為中華電信MOD最大頻道代理商，業界傳說當年中華民國國家通訊傳播委員會一天內曾經發27張頻道執照給台灣互動。靠著中華電信MOD長大的王志隆，有「華衛王」封號，也被同業稱為「MOD老大」。2017年7月12日，台灣互動執行長嚴立行否認吳乃仁是台灣互動主要推手，強調台灣互動與吳乃仁絕對無關。
王志隆長期支持新潮流系，1990年代曾與吳乃仁共同創立台灣衛星電視台（TWN），被業界歸為新潮流系人士。2017年7月，消息人士表示，2016年底、2017年初的台灣互動尾牙，吳乃仁與東森媒體集團總裁王令麟都是座上賓，可見王志隆與吳乃仁關係還不錯。2017年7月28日風傳媒的報導指稱，本月1日中華電信MOD大斷訊，本月4日民進黨跨派系立法委員舉行「中華電信MOD大斷訊 嚴重損害消費者權益」記者會關切本案，「台灣互動『後台』之硬由此可見」。

## Media Markets
2006年8月，華人衛星電視傳播機構成立多語媒體影音資源交易網站《Media Markets》。

## 前成員
1989年10月18日，王志隆成立亞洲衛星電視。
2009年4月13日，王志隆成立歡樂購，經營生鮮電商網站《熊媽媽買菜網》。2020年2月，歡樂購更名為熊媽媽電商。2020年11月，東森得易購併購熊媽媽電商。
2022年6月30日，甲山林廣告董事長祝文宇首度證實，透過禾豐傳媒正式收購亞洲衛星電視，交易案仍在國家通訊傳播委員會審查中。

## 外部連結
- 華人衛星電視傳播機構 （页面存档备份，存于）
- 華人直播衛星 （页面存档备份，存于）